# 住棚节四样植物
住棚节四样植物 （羅馬化：Arba'at Ha-Minim/Arba Minim），是犹太人在庆祝住棚节时，按照律法书的规定，必须握在手中摇动、具有特别的意义的三种枝条和一种果实。这四样植物是：
- 枣椰树（羅馬化：lulav）叶子
- 香桃木（羅馬化：hadass）枝条
- 柳树（羅馬化：aravah）枝条
- 香橼（羅馬化：etrog）果实，一種像檸檬的果實

## 實踐
前三种枝叶通常捆扎在一起。在节日之前，犹太教团体中通常都会出售这些植物。不过，在一些犹太教改革派团体中，对于其中一种或几种非本地出产的植物，采用芦苇等其他植物来代替。在耶路撒冷聖殿時期，住棚節的七天，在聖殿舉行揮動的儀式（羅馬化：na'anu'im），而耶路撒冷外的其他地方僅在第一天舉行。隨著聖殿被毀，拉比約哈蘭·本·撒該命令所有地方都須在住棚節的七日舉行揮動儀式，除了安息日，以紀念聖殿。

### 引用
1. ↑  利未記 23:40
2. ↑  Arye Forta Judaism - Page 55 - 1995 "The four species are all plants that need an abundance of water, and at the end of Sukkot, prayers for rain will be said."